# Psammophis lineolatus
Psammophis lineolatus ist eine Schlangenart aus der Gattung der Sandrennnattern innerhalb der Familie Psammophiidae, die in Asien verbreitet ist.

## Merkmale
Psammophis lineolatus hat eine Gesamtlänge von durchschnittlich 78 cm und eine Schwanzlänge von 19 cm. Dorsal ist die Körperfarbe gelblich bis hellgrau, mit einer längs verlaufenden Reihe schwarzer Punkte oder mit vier olivgrünen bis braunen Streifen mit schwarzen Rändern, wobei die mittleren zwei Streifen bis zwischen die Augen reichen und die äußeren über die Augen bis zu den Nasenlöchern. Die Oberlippenschilde sind weiß und weisen anterior manchmal schwarze Punkte auf. Die Beschuppung weist 175 bis 197 Ventralia (Bauchschuppen) und 72 bis 107 Subcaudalia auf. Der Analschild ist geteilt. Der Rostralschild ist breiter als lang und der Stirnschild schmal. Die Art besitzt zwei bis drei Postocularia. Die Pupillen sind bei Sandrennnattern rund.

## Lebensweise

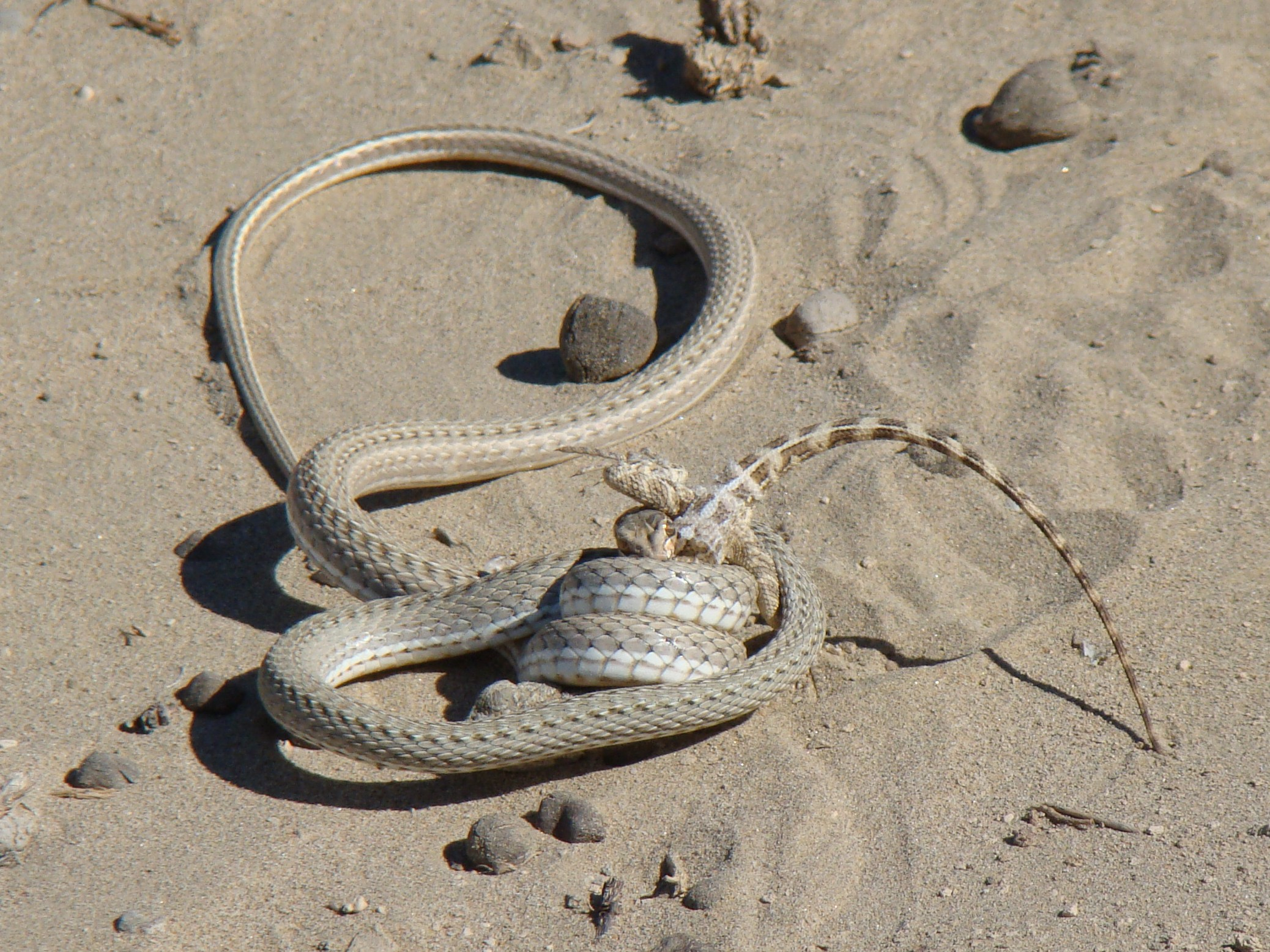
Psammophis lineolatus mit erbeuteter junger Steppenagame

Psammophis lineolatus ist wie alle Arten der Gattung ovipar (eierlegend). Die Weibchen legen Gelege von zwei bis acht Eiern. Die Art ist tagaktiv. Zu ihrer Beute zählen vor allem Echsen. Juvenile Tiere ernähren sich auch von Heuschrecken und anderen Insekten.

## Verbreitung und Gefährdungsstatus

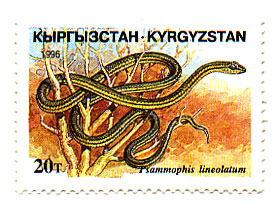
Psammophis lineolatus auf einer Briefmarke von Kirgisistan aus dem Jahr 1996

Das Verbreitungsgebiet von Psammophis lineolatus liegt in Asien östlich des Kaspischen Meeres. Es erstreckt sich über die Länder Kasachstan, Kirgisistan, Tadschikistan, Turkmenistan, Usbekistan, Iran, Afghanistan, Pakistan und die Mongolei. Darüber hinaus ist die Art im Nordwesten Chinas verbreitet, wo sie in Gansu, Ningxia und Xinjiang vorkommt.
Die IUCN stuft die Art als nicht gefährdet (least concern) ein, mit unbekanntem Populationstrend. Sie ist weit verbreitet und auch in zahlreichen Schutzgebieten zu finden.

## Systematik
Psammophis lineolatus ist eine Art aus der Gattung der Sandrennnattern. Sie wurde 1838 von dem deutschen Naturforscher Johann Friedrich von Brandt als Coluber (Taphrometopon) lineolatus erstbeschrieben. Der Holotyp hat eine Länge von 584 mm. Als Psammophis lineolatus wurde die Art erstmals 1943 bezeichnet.
Synonyme:
- Coluber (Taphrometopon) lineolatus Brandt 1838
- Coluber caspius Lichtenstein 1823
- Chorisodon Sibericum Duméril & Bibron 1854
- Taphrometopon lineolatum Boulenger 1896, Nikolsky 1908, Rendahl 1933, Schmidt 1939 und Wallach et al. 2014
- Psammophis triticeus Wall 1912
- Psammophis lineolatum Frynta et al. 1997